# Olympique Gymnaste Club de Nice 1980-1981
Questa voce raccoglie le informazioni riguardanti l'Olympique Gymnaste Club de Nice nelle competizioni ufficiali della stagione 1980-1981.

## Maglie e sponsor
Lo sponsor tecnico per la stagione 1980-1981 è Le Coq Sportif, lo sponsor ufficiale è JVC Hi-Fi Video..
| Manica sinistra · Manica sinistra · Maglietta · Maglietta · Manica destra · Manica destra · Pantaloncini · Calzettoni |

## Rosa
| N. |                    | Ruolo | Calciatore           |
| -- | ------------------ | ----- | -------------------- |
|    | Francia (bandiera) | P     | André Rey            |
|    | Francia (bandiera) | D     | Maurice Arouh        |
|    | Uruguay (bandiera) | D     | Juan Pedro Ascery    |
|    | Francia (bandiera) | D     | Georges Barelli      |
|    | Francia (bandiera) | D     | Robert Barraja       |
|    | Francia (bandiera) | D     | Patrick Bruzzichessi |
|    | Francia (bandiera) | D     | Carlos Curbelo       |
|    | Francia (bandiera) | D     | Baptiste Gentili     |
|    | Francia (bandiera) | D     | André Guesdon        |
|    | Francia (bandiera) | D     | Dominique Morabito   |

| N. |                       | Ruolo | Calciatore                |
| -- | --------------------- | ----- | ------------------------- |
|    | Francia (bandiera)    | D     | Henri Zambelli            |
|    | Francia (bandiera)    | C     | René Bocchi               |
|    | Francia (bandiera)    | C     | Daniel Bravo              |
|    | Francia (bandiera)    | C     | Jean-Claude Rolant        |
|    | Jugoslavia (bandiera) | A     | Nenad Bjeković (capitano) |
|    | Francia (bandiera)    | A     | Gérard Buscher            |
|    | Francia (bandiera)    | A     | Bernard Castellani        |
|    | Francia (bandiera)    | A     | Jean-Marc Cohen           |
|    | Argentina (bandiera)  | A     | Raúl Nogués               |
|    | Francia (bandiera)    | A     | Daniel Sanchez            |